# مايا ناكانيشي
مايا ناكانيشي (باليابانية: 中西麻耶؛ بالكانا: なかにし まや) هي منافسة ألعاب القوى يابانية، ولدت في 3 يونيو 1985 في أوساكا في اليابان.

## وصلات خارجية
- مايا ناكانيشي على موقع Paralympic.org (الإنجليزية)
- مايا ناكانيشي على موقع IPC.InfostradaSports.com (مؤرشف) (الإنجليزية)

- الموقع الرسمي